# 微红萝卜螺
微红萝卜螺（学名：Radix rubiginosa）为椎实螺科萝卜螺属的动物，是中国的特有物种。分布于云南、广东等地，常栖息于稻田以及池塘。